# Hyptia deansi
Hyptia deansi (лат.) — вымерших вид перепончатокрылых насекомых из семейства Evaniidae (Evanioidea). Олигоцен (мексиканский янтарь).

## Описание
Длина тела 5,55 мм (голова — 0,80 мм; мезосома — 2,50 мм; метасома — 2,61 мм). Окраска в основном коричневая (брюшко и петиоль чёрные). Глаза крупные. Жгутик усика 11-члениковый. Брюшко на длинном стебельке прикрепляется высоко на заднегрудке. Это один из самых древних ископаемых видов рода Hyptia (из примерно 50 его видов, только Hyptia hennigi из балтийского янтаря имеет ещё больший возраст). Ранее из эоценового балтийского янтаря были описаны 4 вида эваниоидных наездников, но из других родов: Parevania brevis Brues, P. producta Brues, P. remanea Brues (Brues, 1933) и Evaniella eocenica Sawoniewicz & Kupryjanowicz (Sawoniewicz & Kupryjanowicz, 2003). Современные представители этой группы наездников паразитируют на тараканах. Описанный в 2013 году вид Hyptia hennigi оказался ещё старше: эоценовый балтийский янтарь.

## Этимология
Вид был впервые описан в 2012 году австралийским энтомологом Джоном Дженнингсом (John T. Jennings, Australian Centre for Evolutionary Biology and Biodiversity, and School of Earth and Environmental Sciences, Университет Аделаиды, Аделаида, Австралия), немецким гименоптерологом Ларсом Крогманном (Lars Krogmann, State Museum of Natural History Stuttgart, Штутгарт, Германия) & Стивеном Мью (Австралия). Название вида H. hennigi является производным от фамилии энтомолога Энди Динса (Andy R. Deans, North Carolina State University), одного из крупнейших исследователей эваноидных перепончатокрылых насекомых (Evanioidea).